# Análise logística de suporte
Análise logística de suporte (logistics support analysis) é entendida como um conjunto de medidas necessárias para assegurar uma base sólida de apoio a um sistema, durante o ciclo de vida para que foi programado. Fazem parte integrante do sistema logístico, conceitos como a manutibilidade, fiabilidade e disponibilidade, idealizados, sobretudo em função do equipamento e infra-estruturas que suportam os fluxos físicos, com relevo nas que se encontram fixas, como sejam instalações fabris,
de armazenamento ou pontos de venda. Em relação às infra-estruturas móveis, assumem particular destaque os contentores, paletes, veículos e empilhadoras (Carvalho, 2002, p. 259).

## Fiabilidade
Fiabilidade constitui a possibilidade de uma determinada infra-estrutura, instalação, equipamento genérica, de um sistema  cumprir com total eficiência a sua função, tendo em conta que a sua utilização é executada dentro de condições para que foi definido e desenhado, num determinado período de tempo (ITEM Software, 2007, p. 2).
A falha poderá acontecer no sistema quando este não está em condições de cumprir as condições anteriormente referidas. A taxa de falha ({\displaystyle \lambda }) é o valor numérico que especifica o número de falhas de um determinado sistema (Carvalho, 2002, p. 260):
{\displaystyle \lambda ={\frac {N}{Tt}}}
, onde N corresponde ao número de falhas e Tt ao Tempo total de operação.
O tempo médio entre falhas (TMEF) prevê o número médio de horas que um sistema está operacional antes de se dar nova falha e é dado por:
{\displaystyle TMEF={\frac {1}{\lambda }}}

## Manutibilidade
A manutibilidade de um sistema consiste na possibilidade deste, quando em falha, sofrer uma reparação ou restauro num determinado período de tempo, com procedimentos definidos e optimizando um conjunto especificado de recursos (Di Lorenzo, 2008, p. 16).
São considerados algumas definições no âmbito deste item (Carvalho, 2002, p. 264):
- TMPR - Tempo médio para reparação (manutenção);
- TMHH/AM - Tempo médio em horas-homem para efectuar manutenção por cada hora de operacionalidade do sistema, onde é usado na previsão da mão-de-obra necessária para efectuar esta mesma manutenção;
- TMHH/HO - Tempo médio de horas-homem gastas na manutenção por cada hora de operacionalidade do sistema, onde é usado para efectuar comparações e expressar trade-offs, entre as diferentes formas de manutenção.

{\displaystyle TMPR=\sum _{i=1}^{m}{\overline {T_{M}}}}
, onde {\displaystyle {\overline {T_{M}}}} é o tempo médio do M-ésimo elemento do TMPR
{\displaystyle TMHH/HO={\frac {TMPR*C*F}{TMEF}}}
, em que C é o número de trabalhadores e F o rácio de operacionalidade.

## Disponibilidade
A disponibilidade de um sistema refere-se à possibilidade de se usufruir deste, ou dito de outra forma, a probabilidade de este não ter falhas ou não necessitar de reparação no período de tempo em que está a ser utilizado (Weibull, 2007).
- A disponibilidade inerente ({\displaystyle D_{i}}) de um sistema pode ser calculada da seguinte forma (Carvalho, 2002, p. 265):

{\displaystyle D_{i}={\frac {TMEF}{TMEF+TMPR}}}
- A disponibilidade conseguida ({\displaystyle D_{c}}) entra em conta com os tempos médios resultantes da actividades de manutenção preventiva (TMMP) e correctiva (TMMC) e é dada por:

{\displaystyle D_{c}={\frac {TMEM}{TMEM+TMMC+TMMP}}}
e o (TMEM) corresponde ao tempo médio entre manutenções.
- A disponibilidade prática ({\displaystyle D_{p}}) é a que se aproxima mais da realidade e representa a percentagem de tempo que o sistema está disponível para cumprir os requisitos nas actuais condições de operação.

{\displaystyle D_{p}={\frac {TMEM}{TMEM+TAM}}}
, sendo (TAM) o tempo de atraso da manutenção.